# スティーヴン・バクスター
スティーヴン・バクスター（Stephen Baxter、1957年11月13日 - ）は、イギリスの小説家、SF作家。
最も奇想天外なスペースオペラすら凌ぐ、気宇壮大なスケールのアイデアを用いたハードSFを得意とする。超弦理論や超対称性粒子など、最先端の物理学理論をメインの大ネタとして用いる傾向が強い。代表作は、バリオン物質世界に君臨する超種族ジーリーとそれに伍していこうとする人類文明の運命を描いた『ジーリー・シリーズ』。

## 略歴
リヴァプール生まれ。ケンブリッジ大学で数学の学位を、サウサンプトン大学で工学の博士号を取得。現在はイギリス南部バッキンガムシャー在住。情報科学関係の仕事をしながらSFの執筆を続けている。

## 著作活動
バクスターはH・G・ウェルズに強い影響を受けており、2006年から国際H・G・ウェルズ協会 (H. G. Wells Society) の副会長を務めている。
代表作とされる『ジーリー』シリーズ以外にも、バクスターには様々な作風の作品がある。（『マンモス 反逆のシルヴァーヘア』を第1作とする）Mammoth 三部作は表面的には子供向けだが大人にも人気がある。一方『タイム・マシン』の公式な続編である『タイム・シップ』は代表作の1つでもあり、ジョン・W・キャンベル記念賞、フィリップ・K・ディック賞、英国SF協会賞を受賞し、ヒューゴー賞 長編小説部門にもノミネートされた。
サイドワイズ賞初回（1995年）受賞者でもあり、同賞の審査員も務めている。
バクスターはノンフィクションのエッセイやコラムもよく書いている。
2001年時点では、日本SF作家クラブの会員であったが、2025年8月時点では会員名簿に名前がない。

## 作品リスト

### ジーリー (Xeelee) シリーズ
- 天の筏 (Raft, 1991)
- 時間的無限大 (Timelike Infinity, 1992)
- フラックス(Flux, 1993)
- 虚空のリング (Ring, 1993)
- プランク・ゼロ <ジーリー・クロニクル1> (Vacuum Diagrams, 1997)[3] - 1999年フィリップ・K・ディック賞受賞[4]
- 真空ダイヤグラム <ジーリー・クロニクル2>[3]

- 2000 『Reality Dust』- 限定出版。『Resplendent』に収録。
- 2001 『Riding the Rock』 - 限定出版。『Resplendent』に収録。
- 2004 『Mayflower II』- 限定出版。『Resplendent』に収録。
- 2009 『Starfall』 - 限定出版。『Xeelee：Endurance』に収録。
- 2011 『Gravity Dreams』- 限定出版。『Xeelee：Endurance』に収録。

- デスティニーズチルドレン3部作
  - コアレセント（2003年）
  - イグザルタント（2004年）
  - トランセンデント（2005年）
  - レスプレンデント（2006） - 短編集
    - Reality Dust （2000年）
    - Riding the Rock （2002年）

- 2015 『Xeelee: Endurance』- 短編集
- 2017 『Xeelee: Vengeance』
- 2018 『Xeelee: Redemption』

### NASA3部作
- Voyage （1996年） - アーサー・C・クラーク賞 ノミネート（1997年）
- Titan （1997年） - アーサー・C・クラーク賞 ノミネート（1998年）
- Moonseed （1998年）

### マニフォールド・トリロジー
- Manifold: Time （1999年） - アーサー・C・クラーク賞 ノミネート(2000)
- Manifold: Space （2000年）
- Manifold: Origin （2001年）
- Phase Space （2002年） - 短編集

### タイム・オデッセイ・シリーズ
アーサー・C・クラークと共著
- 時の眼 タイム・オデッセイ（Time's Eye, 2003年）
- 太陽の盾 タイム・オデッセイ2（Sunstorm, 2005年）
- 火星の挽歌 タイム・オデッセイ3（Firstborn, 2007年）

### 上記以外の長篇
- タイム・シップ（The Time Ship, 1995年） - H・G・ウェルズ『タイム・マシン』の公認続編。英国SF協会賞[5]、ジョン・W・キャンベル記念賞[6]、フィリップ・K・ディック賞[6]受賞
- マンモス 反逆のシルヴァーヘア（Mammoth Book One: Silverhair, 1999年）
- 過ぎ去りし日々の光（The Light of Other Days, 2000年） - アーサー・C・クラークと共著
- ザ・マサカー・オブ・マンカインド（The Massacre of Mankind, 2017年） - H・G・ウェルズ『宇宙戦争』の公認続編。

### 短篇
- 時空の穴の奥底へ (The Spacetime Pit) - エリック・ブラウンと共著
- コロンビヤード (Columbiad)  - ジュール・ヴェルヌ『月世界旅行』の後日譚という体の短編。ハヤカワ文庫SF『９０年代ＳＦ傑作選／上』収録。
- ゼムリャー (Zemlya)
- ソリトン・スター (Soliton Star)
- 軍用機 (War Birds) - 英国SF協会賞受賞
- 電送〈ワイア〉連続体 (The Wire Continnuum) - アーサー・C・クラークと共著
- 氷原のナイト・ドーン (Huddle)
- シーナ－5 (Sheena 5)
- ジョージと彗星(George and the Comet) - SFマガジン2010年11月号掲載。